# Phalanx (Anatomie)

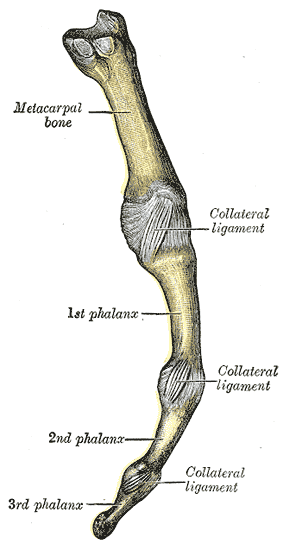
Beispiel eines Fingers

Eine Phalanx (Mehrzahl: Phalangen) ist in der Anatomie und Medizin ein knöchernes Finger- oder Zehenglied. Der Begriff ist aus dem Lateinischen (phalanx) und Griechischen (phálagx) abgeleitet, was so viel wie „Baumstamm“ oder auch „Reihe“ bedeutet.
Anatomisch setzt sich ein Finger oder eine Zehe aus dem Grundglied (proximale Phalanx), dem Mittelglied (mittlere Phalanx) und dem Endglied (distale Phalanx) zusammen. Die Enden tragen überknorpelte Gelenkflächen. Daumen und Großzehe bilden hier die Ausnahme und sind nur zweigliedrig.
Die Auflistung der Anzahl Phalangen an den Fingern bzw. Zehen einer Gliedmaße wird als Phalangenformel bezeichnet.  Bei der menschlichen Hand – mit einem zweigliedrigen Daumen und vier dreigliedrigen Fingern – lautet sie: 2-3-3-3-3, ebenso beim menschlichen Fuß. Bei anderen Landwirbeltieren wie z. B. Waranen können sich die Phalangenformeln von Vorder- und Hintergliedmaßen unterscheiden.